# John Tenta
John Anthony Tenta Jr. var en canadisk wrestler, der wrestlede med stor succes for både World Wrestling Federation og World Championship Wrestling. Han wrestlede under mange forskellige gimmicks, heriblandt Big John, Earthquake, Avalanche, Shark, Golga og sit eget navn. 
John Tenta var nok mest kendt for sin enorme vægt, der lå omkring de 209 kg. Tenta startede hos WWF i 1990, hvor han blev peget ud af publikummet af Dino Bravo, som en person, der skulle side på ryggen af The Ultimate Warrior (for at vise Warrior's massive styrke). Bravo og Tenta angreb dog i stedet for brutalt The Ultimate Warrior, og kort efter debuterede John Tenta som wrestler i WWF under navnet Big John. 
John Tenta skiftede dog hurtigt navn til Earthquake og vandt WWFs Tag Team Championship sammen med Typhoon. Ved Summerslam 1990 wrestlede Earthquake en af sine største kampe mod Hulk Hogan. Earthquake tabte dog matchen, da dommeren talte ham ud. 
I 1994 begyndte Tenta at wrestle for WCW – denne gang som Avalanche. Avalanche genoptog sin fejde med Hulk Hogan og teamede op med Kevin Sullivan og The Butcher som The 3 Faces of Fear. Senere tilsluttede John Tenta sig også Dungeon of Doom under navnet Shark. I 1996 wrestlede han dog bare under sit eget navn som John Tenta, og fik i én af sine sidste kampe hos WCW besejret Randy Savage. Inden han stoppede karrieren nåede han lige et par matcher hos WWF under navnet Golga. 
John Tenta døde 7. juni 2006 efter lang tid kamp med kræft.